# Otto Försterling
Otto Försterling (* 18. Juni 1843 in Berlin; † 3. September 1904 in Leipzig) war ein deutscher Genre- und Landschaftsmaler.

## Leben

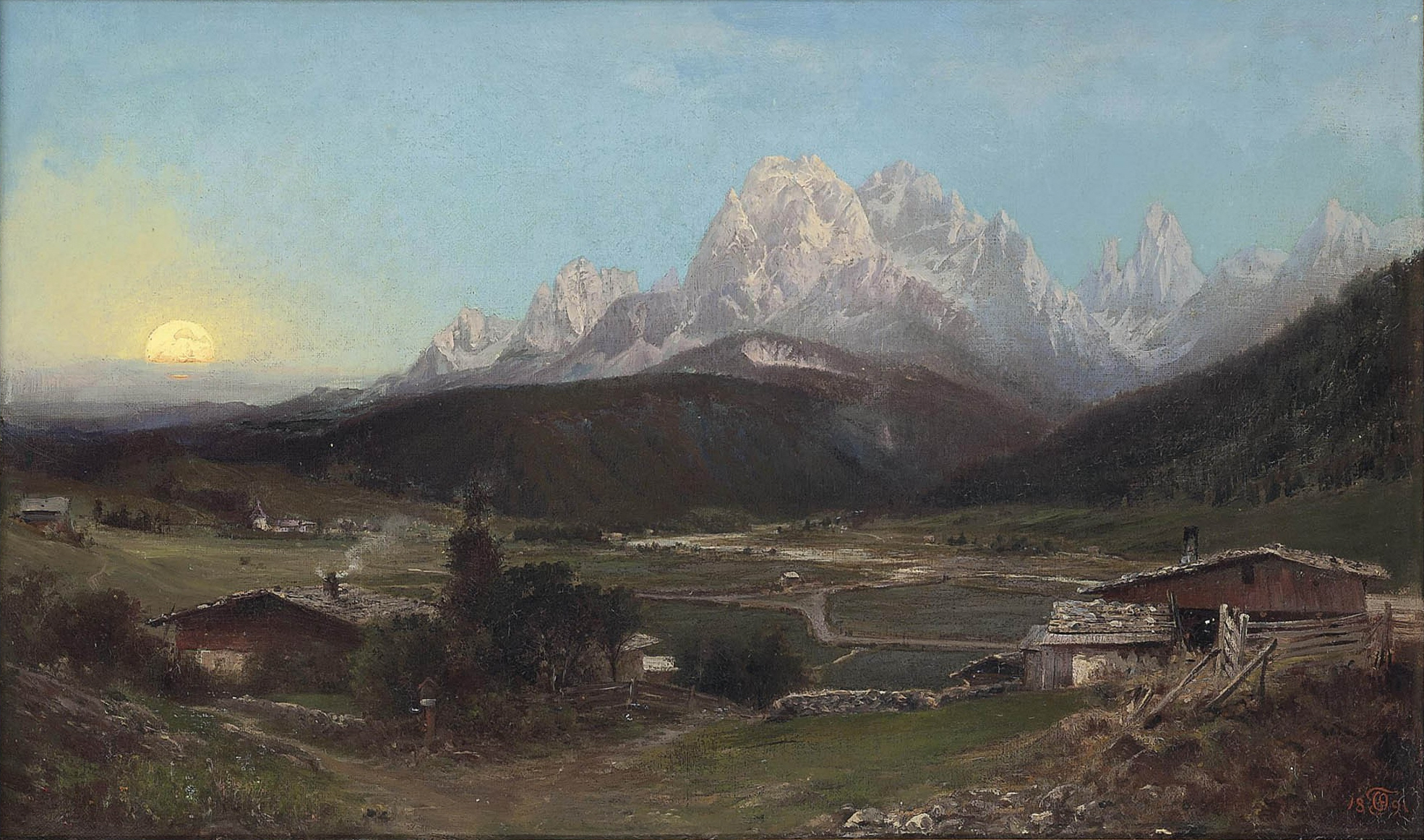
Otto Försterling: Sexten in Tirol, 1891

Försterling begann 1862 ein Studium an der Berliner Kunstakademie und war von 1862 bis 1866 Schüler von Julius Schrader. 1873 ließ er sich in Kleinzschachwitz bei Dresden nieder und besaß ein Wohn- und Atelierhaus an der Storchenneststraße. 1890 zog er nach Leipzig. Reisen führten ihn nach Tirol, Oberitalien und 1879/80 nach Rom.
Försterlings Werk zeigt Stimmungslandschaften, bevölkert mit Figuren aus Märchen und Mythologie unter Titeln wie Quellnymphe und Kentauren im Kampf mit Tigern, sowie Historienbilder mit religiösen Motiven, wie zum Beispiel Flucht nach Ägypten und Golgatha. Försterlings Werk war zu dessen Lebzeiten in verschiedenen Ausstellungen zu sehen; eine Darstellung des Seekofels gelangte in den Bestand des Museums zu Altenburg.
Försterling verfasste eine Autobiographie, die 1898 in dem biographischen Sammelwerk Das geistige Deutschland erschien.
Seine Tochter Käthe Roman-Försterling (* 1871 in Dresden) heiratete 1891 den Landschaftsmaler Max Wilhelm Roman in Karlsruhe. Sie hatte dort an der Kunstgewerbeschule studiert, war Malerin und Grafikerin und unterrichtete Blumenmalerei an der Malerinnenschule Karlsruhe.

## Illustrationen
- Im Wald. Mit Originalradierungen von Otto Försterling, Amsler & Ruthardt, Berlin 1868.
- Randzeichnungen zu anakreontischen Liedern. Paul Hoffmann, Berlin 1890.
- Caroline Wilhelmine Emma Brauns (Hrsg.): Japanische Märchen, gesammelt und der Kinderwelt erzählt. Mit 6 Farbbildern von Otto Försterling Flemming, Glogau 1889.